# Eastbourne International 2025
Eastbourne International 2025 (cunoscut și sub numele de Lexus Eastbourne Open din motive de sponsorizare) a fost un turneu de tenis masculin și feminin, care s-a jucat pe terenuri cu iarbă în aer liber. A fost cea de-a 50-a ediție a turneului pentru femei și cea de-a 14-a ediție pentru bărbați. Turneul a fost clasificat ca un turneu WTA 500 pe Circuitul WTA 2025 și ca unul ATP 250 pe Circuitul ATP 2025. Turneul a avut loc la Devonshire Park Lawn Tennis Club din Eastbourne, Regatul Unit, între 23 și 28 iunie 2025.

## Campioni

### Simplu masculin
Pentru mai multe informații consultați Eastbourne International 2025 – Simplu masculin

### Simplu feminin
Pentru mai multe informații consultați Eastbourne International 2025 – Simplu feminin

### Dublu masculin
Pentru mai multe informații consultați Eastbourne International 2025 – Dublu masculin

### Dublu feminin
Pentru mai multe informații consultați Eastbourne International 2025 – Dublu feminin

## Puncte și premii în bani

### Puncte
| Probă           | Câștigător | Finalist | Semifinalist | Sfertfinalist | Runda doi | Runda unu | Q   | Q2  | Q1  |
| Simplu masculin | 250        | 165      | 100          | 50            | 25        | 0         | 13  | 7   | 0   |
| Dublu masculin  | 250        | 150      | 90           | 45            | 20        | 0         | N/A | N/A | N/A |
| Simplu feminin  | 250        | 163      | 98           | 54            | 30        | 1         | 18  | 12  | 1   |
| Dublu feminin   | 250        | 163      | 98           | 54            | 1         | N/A       | N/A | N/A | N/A |

### Premii în bani
| Probă           | Câștigător | Finalist | Semifinalist | Sfertfinalist | Runda doi | Runda unu | Q2      | Q1      |
| Simplu masculin | 115.165 €  | 67.160 € | 39.480 €     | 22.875 €      | 13.280 €  | 8.115 €   | 4.060 € | 2.215 € |
| Dublu masculin* | 40.040 €   | 21.510 € | 12.580 €     | 6.980 €       | 4.120 €   | N/A       | N/A     | N/A     |
| Simplu feminin  | 51.330 $   | 30.380 $ | 16.930 $     | 9.640 $       | 5.885 $   | 4.205 $   | 3.110 $ | 2.010 $ |
| Dublu feminin*  | 18.660 $   | 10.510 $ | 6.020 $      | 3.590 $       | 2.770 $   | N/A       | N/A     | N/A     |

*per echipă